# 1996年特拉华州联邦参议员选举
1996年特拉华州联邦参议员选举（英語：1996 United States Senate election in Delaware）于1996年11月5日举行。时任民主党籍参议员乔·拜登成功赢得第五个任期。这也是拜登首次在参议院选举中获胜，但所获得的百分比低过上次选举的百分比。

## 共和党初选

### 候选人
- 雷蒙德·克拉特沃西，商人和基督教广播电台老板[1][2]
- 万斯·菲利普斯
- 威尔弗雷德·普洛米斯，石油和天然气顾问及前公寓大楼经理[3]

### 结果
| 党派 | 党派   | 候选人              | 得票数 | 百分比  |
| ---- | ------ | ------------------- | ------ | ------- |
|      | 共和党 | 雷蒙德·克拉特沃西   | 18,638 | 82.24%  |
|      | 共和党 | 万斯·菲利普斯       | 3,307  | 14.59%  |
|      | 共和党 | 威尔弗雷德·普洛米斯 | 717    | 3.17%   |
| 合计 | 合计   | 合计                | 22,662 | 100.00% |

## 決选

### 活动
1996年2月，拜登将房子卖给美信银行高管约翰·科克伦。克拉特沃西竞选团队的民意调查员通过电话调查发现，科克伦支付的价格是这套房子的两倍。美信银行驳斥了民意调查员的说法，表示科克伦只支付了120万美元。最终，拜登公开了特拉华州评估集团在1992年的一份文件，该文件称这套房子的价值为120万美元。保守派杂志《美国观察者》在1998年发表了一篇文章，称拜登是“来自美信银行的参议员“。
自由意志党新闻称，自由意志党候选人马克·琼斯在选前辞去了戈尔迪–比科姆学院的助理教授职务，成為该党在特拉华州首位全职候选人。

### 辩论

#### 首场
1996年9月29日，WHYY-TV在威尔明顿举办了首场辩论。此次辩论有三名候选人参加，分別是乔·拜登、雷蒙德·克拉特沃西和马克·琼斯。辩论开始后，每位侯选人皆有两分钟的介绍发言。时任参议员拜登率先开始发言，之后由琼斯和克拉特沃西继续。
开场过后，各位侯选人对社会保障进行了讨论。其中，拜登和琼斯积极参与，而克拉特沃西只是偶尔插上几句话。社会保障讨论结束后，一位主持人询问了各位侯选人最喜欢的美国开国元勋。琼斯回答托马斯·杰斐逊，克拉特沃西最喜欢乔治·华盛顿。拜登的回答异于常人说亚伯拉罕·林肯是他最喜欢的总统。主持人提醒说现在正在讨论开国元勋，然而拜登只是含糊其辞的说托马斯·杰斐逊是最重要的，没有仔细说明最喜欢的开国元勋。
此次辩论还讨论了克拉特沃西与美国基督教联盟的关系、堕胎、犯罪、恐怖主义和外交政策。

#### 第二场
第二场辩论于1996年10月29日在纽卡斯尔举行。与上次不同的是这次增加了一位名为杰奎琳·科索夫的侯选人。

### 侯选人
- 乔·拜登，时任特拉华州参议员
- 雷蒙德·克拉特沃西，商人
- 马克·琼斯，Goldey–Beacom College（英语：Goldey–Beacom College）的计算机科学助理教授及前特拉华大学教员[6][9]
- 杰奎琳·科索夫[10]

## 结果
| 政党   | 政党       | 候选人            | 票数                 | %      | ±      |
| ------ | ---------- | ----------------- | -------------------- | ------ | ------ |
|        | 民主党     | 乔·拜登           | 165,465              | 60.04% | -2.64% |
|        | 共和黨     | 雷蒙德·克拉特沃西 | 105,088              | 38.13% | +2.30% |
|        | 自由意志黨 | 马克·琼斯         | 3,340                | 1.21%  | -0.28% |
|        | 自然法党   | 杰奎琳·科索夫     | 1,698                | 0.62%  |        |
| 多数票 | 多数票     | 多数票            | 60,377               | 21.91% | -4.94% |
| 投票率 | 投票率     | 投票率            | 275,591              |        |        |
|        | 民主党维持 | 民主党维持        | 与上次选举得票率之差 |        |        |